# Ercilla (kommun i Chile)
Ercilla är en kommun i Chile.   Den ligger i provinsen Provincia de Malleco och regionen Región de la Araucanía, i den södra delen av landet, 500 km söder om huvudstaden Santiago de Chile. Antalet invånare är 8 466. Arean är 500 kvadratkilometer.
Terrängen i Ercilla är kuperad västerut, men österut är den platt.
I omgivningarna runt Ercilla växer i huvudsak blandskog. Runt Ercilla är det ganska glesbefolkat, med 35 invånare per kvadratkilometer.